# (5878) Charlene
(5878) Charlene es un asteroide perteneciente al cinturón de asteroides, región del sistema solar que se encuentra entre las órbitas de Marte y Júpiter, descubierto el 14 de febrero de 1991 por Eleanor F. Helin desde el Observatorio del Monte Palomar, Estados Unidos.

## Designación y nombre
Designado provisionalmente como 1991 CC1. Fue nombrado Charlene en homenaje a Charlene Marie Anderson, directora de publicaciones del Informe Planetario, desde donde se han divulgado las ciencias planetarias a cientos de miles de personas en todo el mundo. Como editora, ha realizado contribuciones invaluables a la comprensión pública de la ciencia espacial y la exploración planetaria. Su estilo de escritura natural y acogedor hace que la ciencia cobre vida.

## Características orbitales
Charlene está situado a una distancia media del Sol de 2,307 ua, pudiendo alejarse hasta 2,654 ua y acercarse hasta 1,960 ua. Su excentricidad es 0,150 y la inclinación orbital 6,557 grados. Emplea 1280,40 días en completar una órbita alrededor del Sol.

## Características físicas
La magnitud absoluta de Charlene es 13,2. Tiene 6,387 km de diámetro y su albedo se estima en 0,227. 